# Teodosia di Cesarea
Teodosia di Cesarea (Tiro, 289 – Cesarea marittima, 2 aprile 307) è venerata come santa dalla Chiesa cattolica.

## Agiografia
La vicenda di Santa Teodosia è conosciuta attraverso tramite lo storico della Chiesa Eusebio di Cesarea, nella sua opera De martyribus Palestinae (I martiri della Palestina) in cui racconta le persecuzioni sotto l'imperatore Diocleziano, svoltesi dal 303 al 310.
Teodosia nacque nel 289 a Tiro in Fenicia. A diciotto anni, durante la Pasqua del 307, mentre era in visita a Cesarea marittima, cercò di confortare alcuni prigionieri, probabilmente cristiani, in attesa di essere condannati. Per questo fu arrestata, e per ordine del prefetto Urbano ripetutamente torturata. Ebbe i seni tagliati e i fianchi strappati con ganci di ferro, e poi venne gettata in mare dove annegò.
Le sue reliquie giunsero a Costantinopoli, e alcune sono oggi a Venezia nel convento domenicano di Corpus Christi e Santa Croce (o Chiesa della Trinità) e nel complesso di Santo Stefano a Bologna.

## Culto
Secondo il Martirologio Romano il giorno dedicato alla santa è il 2 aprile:
(Martirologio Romano)

## Iconografia
Santa Teodosia è raffigurata nell'arte come una fanciulla con una pietra.